# Mission d'immigration des Banyarwanda
La Mission d'Immigration des Banyarwanda (MIB) est une initiative coloniale belge qui a facilité l'immigration des Banyarwanda, un groupe ethnique du Rwanda, vers le Congo belge, entre 1937 et 1959. 
Cette mission a joué un rôle clé dans la gestion des migrations forcées de populations Banyarwanda du Rwanda vers le Congo belge, en particulier dans les territoires de Masisi et Rutshuru, situés dans la province actuelle du Nord-Kivu en République démocratique du Congo (RDC). 
Son objectif principal était de fournir de la main-d'œuvre pour les grandes plantations agricoles et les exploitations minières de l'est du pays, répondant ainsi aux besoins économiques de l'administration coloniale.

## Contexte
Durant la période coloniale, les autorités belges ont mis en place des programmes pour encourager et organiser l'émigration des Banyarwanda, incluant les groupes ethniques Hutu et Tutsi, vers le Congo belge. 
La MIB, en particulier, a coordonné ces déplacements, souvent sous forme de peuplements forcés, pour combler les besoins en main-d'œuvre dans des zones dépeuplées. Cette initiative visait principalement à répondre aux besoins en main-d'œuvre pour les grandes plantations agricoles et les exploitations minières dans l'est du pays, en particulier dans les régions de Masisi et Rutshuru, situées aujourd'hui dans la province du Nord-Kivu en République démocratique du Congo (RDC).
Ces migrations étaient motivées par des objectifs économiques, tels que le développement des plantations et l'extraction minière, mais elles ont également été influencées par des facteurs démographiques, comme la densité de population au Rwanda.

## Migrations  et impacts en RDC
La MIB a orchestré des migrations forcées en recrutant des Banyarwanda, Hutu et Tutsi, pour travailler dans des conditions souvent éprouvantes. Bien que ces déplacements répondaient à des impératifs économiques, ils étaient aussi liés à la forte densité démographique du Rwanda. Les nouveaux arrivants recevaient des terres et des infrastructures de base, mais leur installation a parfois engendré des tensions avec les populations locales.
Tableau récapitulatif des principales vagues de migration des Banyarwanda vers le Congo, illustreant l'évolution des migrations et leurs impacts, montrant la complexité des dynamiques historiques.
| Période         | Type de Migration                          | Région Cible         | Objectif Principal                     | Impact Noté                            |
| --------------- | ------------------------------------------ | -------------------- | -------------------------------------- | -------------------------------------- |
| Avant 1885      | Migration naturelle (présence historique)  | Kivu                 | Intégration dans les royaumes locaux   | Conflits sur la citoyenneté actuelle   |
| 1937–1959 (MIB) | Immigration forcée coordonnée              | Masisi, Rutshuru     | Main-d'œuvre pour plantations et mines | Changements démographiques, tensions   |
| 1959–1962       | Réfugiés politiques (révolution rwandaise) | Nord-Kivu            | Fuite des persécutions                 | Augmentation des conflits ethniques    |
| 1990s           | Réfugiés fuyant la guerre et le génocide   | Diverses régions RDC | Recherche de sécurité                  | Persistance des tensions territoriales |

Selon Forced Migration Review: Refugee return and root causes of conflict, ces déplacements ont nourri des luttes de pouvoir et des affrontements violents, notamment autour des terres fertiles du Nord-Kivu. Minority Rights Group: Banyarwanda in the Democratic Republic of the Congo souligne que ces migrations ont renforcé les rivalités territoriales, les chefs Hunde s’opposant à l’occupation de leurs terres ancestrales par les nouveaux venus.

## Conséquences
Ces migrations ont remodelé la démographie régionale, faisant des Banyarwanda un groupe significatif. Toutefois, elles ont également alimenté des tensions ethniques, exacerbées par les disputes foncières et la perception des Banyarwanda comme "étrangers" par les communautés autochtones Hunde, Nyanga et Nande. Ces rivalités, toujours présentes, continuent d’influencer les conflits armés et les débats sur la citoyenneté en RDC.
Un aspect souvent négligé est le rôle de la MIB dans le recrutement de main-d'œuvre pour les mines, intensifiant encore les flux migratoires et les interactions interethniques. Cette dynamique a laissé une empreinte durable sur les relations régionales.
Les vagues migratoires ont eu des effets persistants, notamment lors des crises politiques et conflits armés des années 1960 et 1990, qui ont vu l’arrivée de nouveaux réfugiés fuyant les violences au Rwanda et au Burundi.
D’après State-building, citizenship and the Banyarwanda question in the Democratic Republic of Congo, la plupart des Banyarwanda vivant aujourd’hui en RDC sont les descendants de ces migrations coloniales, soulevant encore des questions d’identité et de citoyenneté.
En définitive, la politique migratoire de la MIB a profondément transformé la région des Grands Lacs, laissant un héritage qui continue d’alimenter les tensions ethniques et les revendications territoriales en RDC.